# ウーロンゴン大学

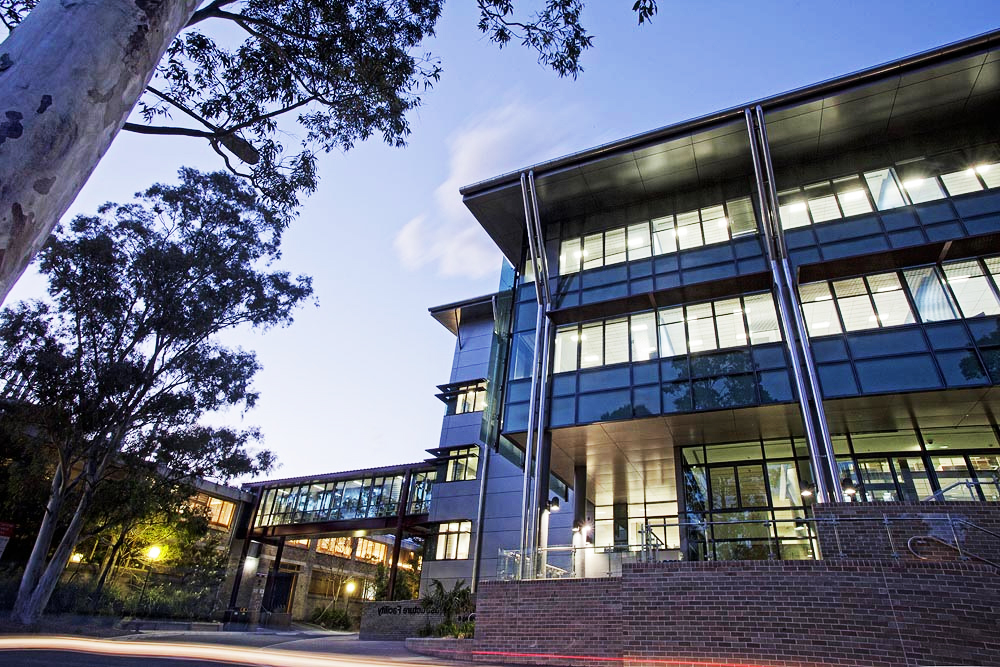
Smart Infrastructure Facility

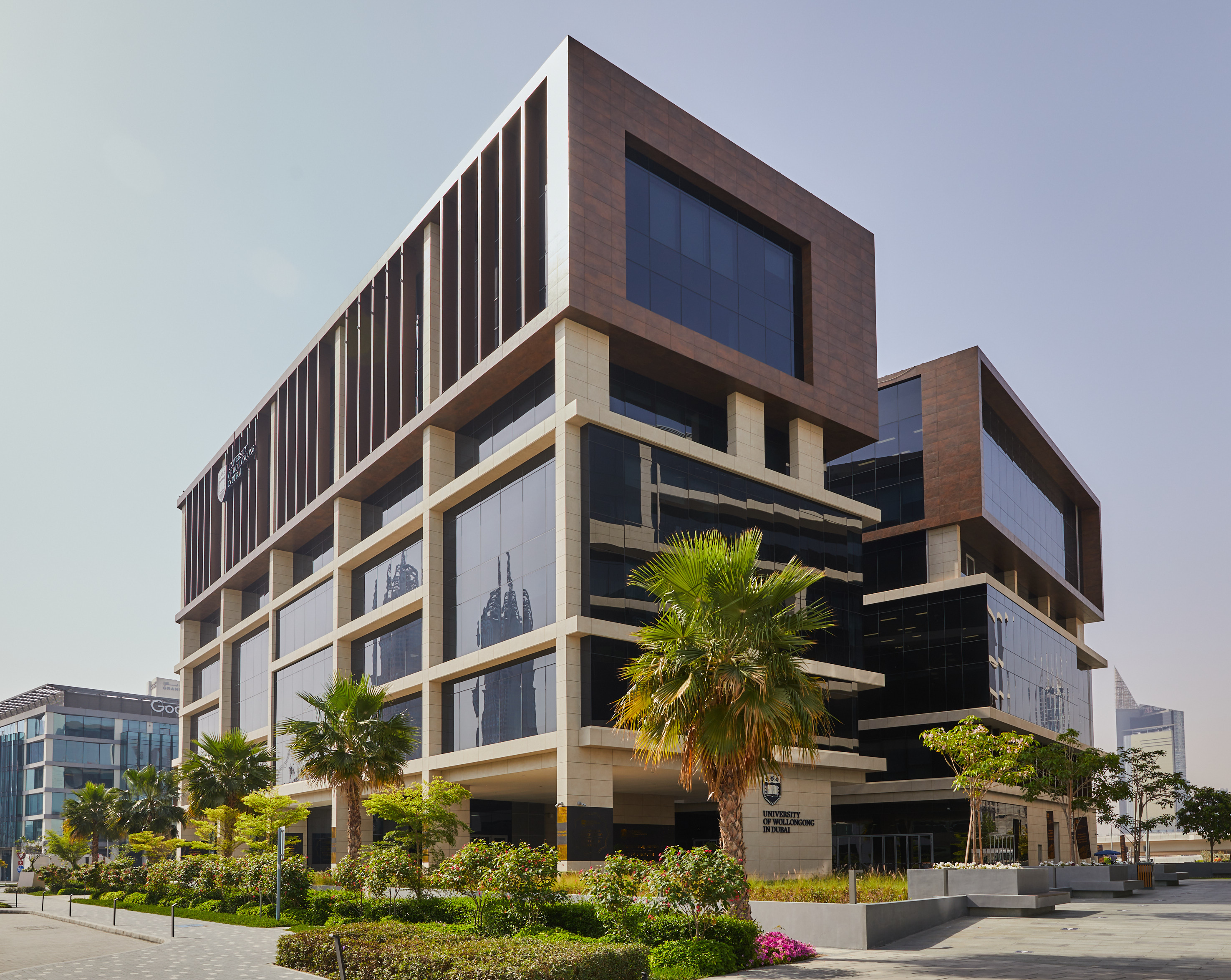
UOW Dubai分校(UOWD)

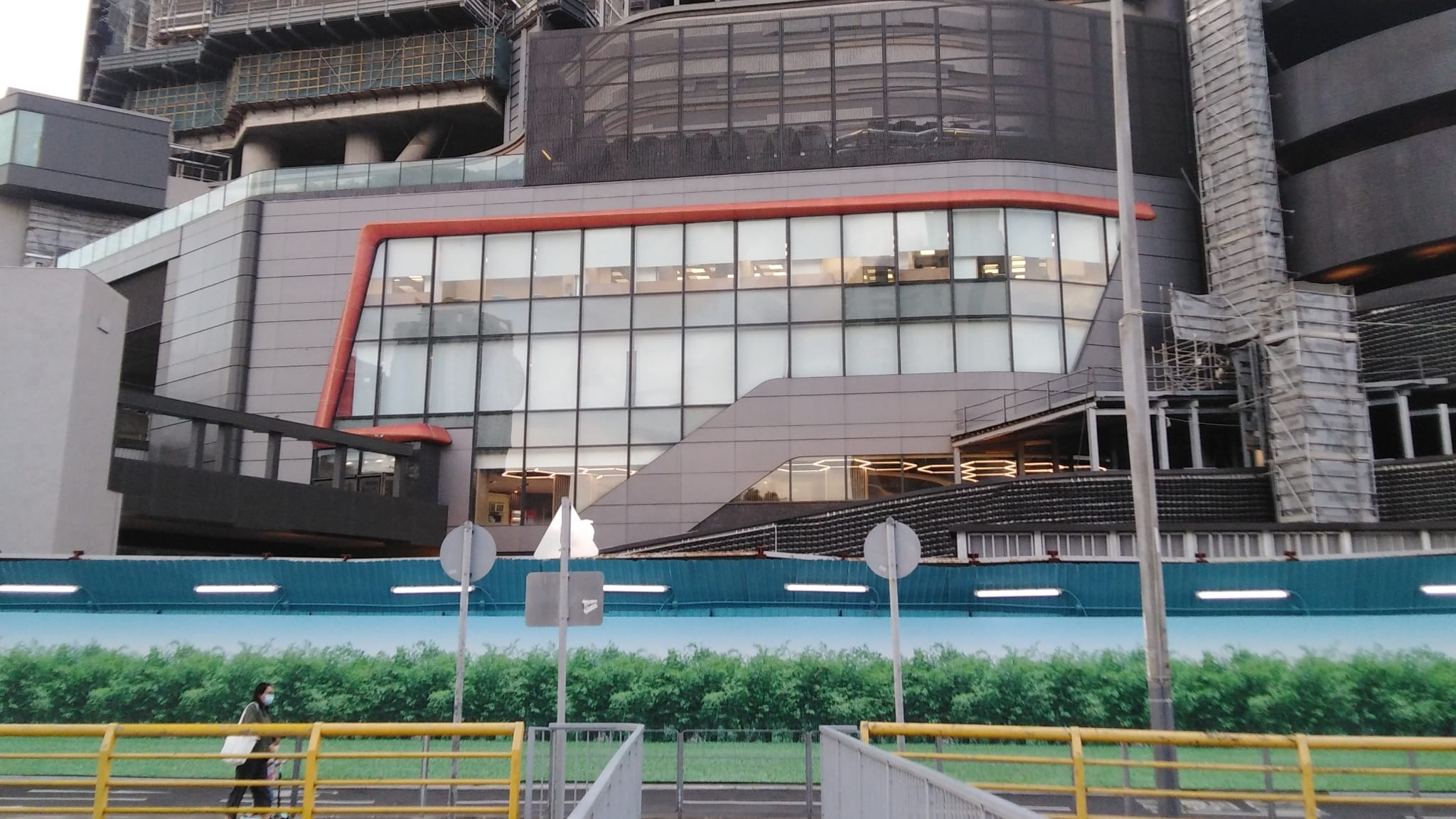
UOW HongKong分校(UOWCHK)

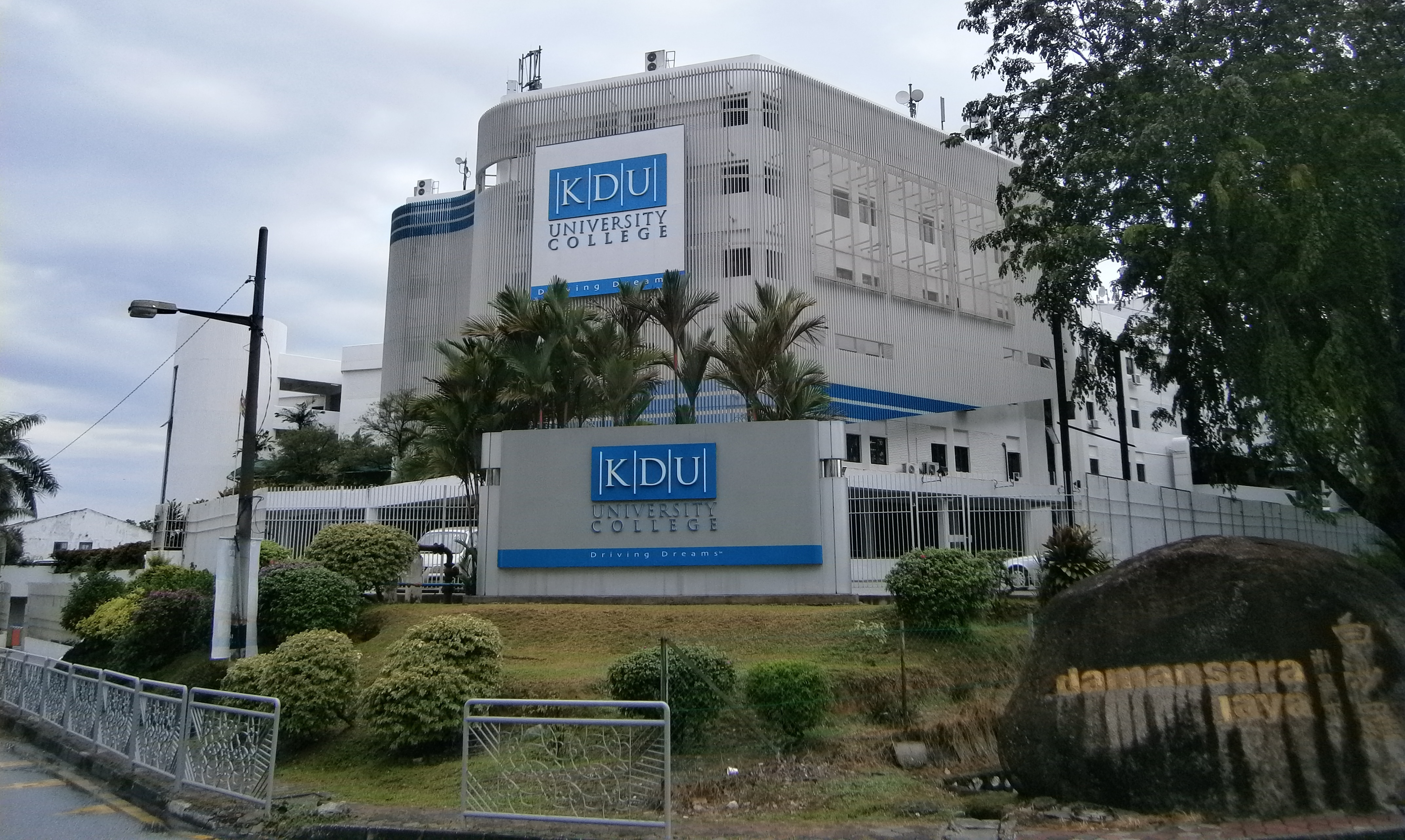
UOW Malaysia分校, KDU Campus(UOWM)

ウーロンゴン大学（ウーロンゴンだいがく、英語: University of Wollongong、 略称: UOW） は、オーストラリアのニューサウスウェールズ州ウーロンゴンに本部を置く公立大学である。オーストラリア国内外の複数の場所にキャンパス（ドバイ・香港・マレーシアなど）を持つ。
1951年にウーロンゴンに設立されたニューサウスウェールズ工科大学（現:ニューサウスウェールズ大学UNSW）の分校を前身とする。1961年にニューサウスウェールズ大学ウーロンゴンカレッジと改称、1975年にウーロンゴン大学としてニューサウスウェールズ大学から独立した。1993年にはオーストラリアの大学として初めてアラブ首長国連邦（UAE）のドバイにキャンパスを設立した。
創立50年以内の大学としては、大学評価機関クアクアレリ・シモンズ（QS）のTop 50 Under 50 2021において14位、高等教育情報誌タイムズ・ハイアー・エデュケーションのYoung University Rankings 2024では16位に位置付けられている。また、QS Stars Ratings（QSが「研究」「教育」「エンプロイアビリティ」「国際化」「施設」といった指標に基づき実施している大学評価システム）においては、最高評価である「五つ星プラス（Five Plus Stars）」を与えられている。

## キャンパス

### 国内
- Wollongong Campus - 大学のメインキャンパスであり、オーストラリアで最も美しい大学キャンパスの一つともされる[7]。
- Innovation Campus - Wollongong Campusから東へ約2キロの場所に位置する。世界水準の研究設備を備え、産学官連携の拠点でもある[8]。
- South Western Sydney Campus (Liverpool)
- Sydney Business School, University of Wollongong (Sydney CBD)
- Batemans Bay Campus
- Bega Campus
- Southern Sydney Campus (Loftus)
- Shoalhaven Campus (Nowra)
- Southern Highlands Campus (Moss Vale)

### 海外
- UOWドバイ分校(UOWD)
- UOW香港分校(UOWCHK)
- UOWマレーシア分校(UOWM), KDU campus
- Central China Normal University (CCNU) Wollongong Joint Institute

## 組織[9]
Faculty of the Arts, Social Sciences & Humanities
- School of the Arts, English and Media
- School of Education
- School of Geography and Sustainable Communities
- School of Health and Society
- School of Humanities and Social inquiry
- School of Liberal Arts
- School of Psychology
- Early Start Research

Faculty of Business and Law
- School of Accounting, Economics & Finance
- School of Management, Operations & Marketing
- School of Law
- Sydney Business School, University of Wollongong
- Australian Health Services Research Institute
- Australian National Centre for Ocean Resources & Security

Faculty of Engineering and Information Sciences
- School of Civil, Mining & Environmental Engineering
- School of Physics
- School of Mechanical, Materials, Mechatronic and Biomedical Engineering
- School of Computing and Information Technology
- School of Electrical, Computer and Telecommunications Engineering
- School of Mathematics & Applied Statistics
- SMART Infrastructure Facility
- Australian Steel Research Hub
- Sustainable Buildings Research Centre

Faculty of Science, Medicine and Health
- School of Biological Sciences
- School of Chemistry
- School of Earth & Environmental Sciences
- School of Medicine
- School of Nursing
- Illawarra Health and Medical Research Institute

UOW College - 大学の付属カレッジで、大学進学・編入のためのファウンデーションコース／ディプロマコースを提供するとともに、語学学校の役割も果たしている。

## 世界ランキング
| 出版                                             | 2019    | 2020    | 2021    | 2022    | 2023    | 2024    |
| ------------------------------------------------ | ------- | ------- | ------- | ------- | ------- | ------- |
| QS World University Rankings                     | 218     | 212     | 196     | 193     | 185     | 162     |
| Times Higher Education World University Rankings | 201–250 | 201–250 | 201–250 | 201–250 | 201–250 | 201–250 |

## 評価
2024年版のQS世界大学ランキングにおいて162位、オーストラリア国内では12位に位置付けられている（日本の大学と比較すると、113位の東北大学よりは下位、164位の九州大学よりは上位に位置する）。とりわけ研究力に対する評価が高く、研究の質を示す「論文の被引用数」においては60位にランクインしている。THE世界大学ランキングでは、2019年以降、201–250位バンドに位置付けられている。
分野別では、世界大学学術ランキング（2021年）においてEnergy Science and Engineeringが20位、Mechanical Engineeringが47位にそれぞれランクインし、QS世界大学ランキング（2021年）ではMineral and Mining Engineeringが28位、CEO Magazine's Global Executive MBA Rankings（2020年）ではMaster of Business Administration(MBA)が38位に位置付けられている。
また、卒業生のエンプロイアビリティを評価したQS Graduate Employability Rankings（2022年）においては、181–190位バンドに位置付けられている。

## 主な日本における協定校[14]
- 愛知県立大学
- 青山学院大学
- 関西学院大学
- 神戸大学
- 上智大学
- 専修大学
- 東京女子大学
- 東京都立大学
- 同志社女子大学
- 獨協大学
- 横浜国立大学

## 主な出身者
著名なウーロンゴン大学関係者一覧（英語）
- 泉原豊（俳優）